# Limnophila bangweolensis
Limnophila bangweolensis är en grobladsväxtart som först beskrevs av R. E. Fries, och fick sitt nu gällande namn av Verdcourt. Limnophila bangweolensis ingår i släktet Limnophila och familjen grobladsväxter. Inga underarter finns listade i Catalogue of Life.